# フォルコム
有限会社FOLCOM.（フォルコム）は、テレビ番組、イベント、インターネットコンテンツの企画・制作・演出を行う企業である。

## 会社概要
所在地
- 〒150-0013 東京都渋谷区恵比寿3-6-9 エスペランスYEBISU 1-B

設立年月日
- 2004年8月13日

役員
- 代表取締役 : 乾雅人
- 取締役 : 藤永光太郎
- 取締役 : 高山和大

主要取引先
- 日本テレビ放送網株式会社
- 株式会社TBSテレビ
- 株式会社フジテレビジョン
- 株式会社テレビ東京
- 株式会社ドリマックス・テレビジョン
- 株式会社電通

## 所属タレント
- 吉井宇希

## 主な作品

### テレビ番組
TBS系
- TBSテレビ放送50周年特別記念番組「DOORS」
- 格闘技史上最大の祭典「Dynamite!!」
- DREAM
- K-1 WORLD MAX
- バレーボールワールドグランプリ
- キャプテン☆ドみの
- 史上最大のラーメン王座決定戦"麺王"
- カタリダス〜MAKE IT GREAT〜
- ついに解禁!超体感アトラクションDEKITA!（制作協力）
- リアル脱出ゲームTV
- SASUKE（2012年、第28回大会から）※制作協力
- KUNOICHI（2017年、第9回大会から）※制作協力

テレビ東京系
- 世界卓球
- 新極真会全世界空手道選手権
- 超人スポーツマン神技スーパーバトル
- 週刊AKB